# Delivery Man (serie televisiva)
Delivery Man (딜리버리맨?, Dillibeori maenLR) è una serie televisiva sudcoreana trasmessa su ENA dal 1º marzo al 6 aprile 2023.

## Trama
Seo Young-min è un tassista che guida un mezzo dedicato esclusivamente ai fantasmi, dei quali esaudisce gli ultimi desideri. Una delle sue clienti è Kang Ji-hyun, una ragazza fantasma che ha perso la memoria.

## Personaggi e interpreti
- Seo Young-min, interpretato da Yoon Chan-young
- Kang Ji-hyun, interpretata da Bang Min-ah
- Do Gyu-jin, interpretato da Kim Min-seok